# Borki (Starzechowice)
Borki – przysiółek wsi Starzechowice w Polsce, położony w województwie świętokrzyskim, w powiecie koneckim, w gminie Fałków.
Wierni Kościoła rzymskokatolickiego należą do parafii Świętej Trójcy w Fałkowie.
W latach 1975–1998 przysiółek administracyjnie należał do województwa piotrowskiego.